# Peak Walk
El Peak Walk és un pont penjant a peu que enllaça dos cims de muntanya dels Alps suïssos. És situat al massís dels Diablerets dels Alps Bernesos al cantó de Vaud, i connecta el cim del pic Scex Rouge amb un altre cim que fa de punt panoràmic de l'estació Glacier 3000. El Peak Walk és el primer pont penjant del món que connecta dos cims de muntanya.
El pont, construït per Seiler AG (Acer i construccions de metall) a Bönigen, fa 107 m de llarg, 0.8 m d' ample i 1.2 m d'alt amb un pendent del 15%. Té quatre peces de suport de cables d'acer amb una capacitat de càrrega de 120 tones, i és ancorat a la roca mitjançant 20 peces. La instal·lació espera una mitjana de 50,000 visitants cada estiu. El pont va esdevenir el segon pont de suspensió més alt del mon després del Titlis Cliff Walk a 3,000 m. Les altes altituds i la meteorologia complicada van dificultar la feina de construcció, i tempestes d'estiu van retardar el transport de materials de construcció.